# Jesús Esperabé de Arteaga González
Jesús Esperabé de Arteaga González (Salamanca, 24 de abril de 1909-Ibidem, 10 de marzo de 1987) fue un empresario, abogado, ganadero y político español.

## Biografía
Era hijo de Enrique Esperabé de Arteaga, quien había sido durante varios años Vicerrector y Rector de la Universidad de Salamanca. Antes de la Guerra Civil había militado en Izquierda Republicana, lo que le costó represalias en el franquismo y ser separado de la carrera docente.
Fue Presidente de la Asociación de Ganaderías de Lidia.
En la fase final del franquismo representó una cierta opción reformista. Fue elegido procurador, representante de la provincia de Salamanca en las Cortes del Régimen por la modalidad llamada del Tercio Familiar. 
En la Transición tuvo un destacado papel en la Unión de Centro Democrático. Fue elegido Diputado en Cortes por la Provincia de Salamanca. En las Cortes constituyentes (1977) desempeñó el cargo de Vicepresidente Primero del Congreso.